# Saara (rodzaj)
Saara – rodzaj jaszczurek z podrodziny Uromastycinae w obrębie rodziny agamowatych (Agamidae).

## Zasięg występowania
Rodzaj obejmuje gatunki występujące w Azji (Iran, Irak, Afganistan, Indie i Pakistan).

## Systematyka

### Etymologia
- Saara: etymologia niejasna, J.E. Gray nie podał znaczenia nazwy rodzajowej[1].
- Centrocercus: gr. κεντρον kentron „ostry koniec”; κερκος kerkos „ogon”[6]. Gatunek typowy: Uromastix griseus Cuvier, 1827 (= Uromastyx hardwicki Gray, 1827).
- Centrotrachelus: gr. κεντρον kentron „punkt”[7]; τραχηλος trakhēlos „szyja”[8]. Gatunek typowy: Centrotrachelus asmussi Strauch, 1863.

### Podział systematyczny
Takson ponownie wyodrębniony z rodzaju Uromastyx. Do rodzaju należą następujące gatunki:
- Saara asmussi (Strauch, 1863)
- Saara hardwickii (Gray, 1827)
- Saara loricata (Blanford, 1874)